# Fédération française des artistes prestidigitateurs
 (juillet 2013).
Si vous disposez d'ouvrages ou d'articles de référence ou si vous connaissez des sites web de qualité traitant du thème abordé ici, merci de compléter l'article en donnant les références utiles à sa vérifiabilité et en les liant à la section « Notes et références ».
Pour les articles homonymes, voir FFAP.
La Fédération française des artistes prestidigitateurs (FFAP, ex-AFAP, ex SIAP, ex ASAP) a été créée en 1903 par Agosta Meynier. En 2025, le nom évolue : Fédération Française de Magie (FFM).

## Missions
Selon ses statuts publiés au Journal officiel, la Fédération a pour objets :
- de promouvoir sous toutes ses formes l’art magique en France en tant qu’art du spectacle ;
- de recueillir, préserver et faire connaître auprès du public le patrimoine culturel, historique et artistique de l’art magique ;
- d’encourager le développement et le progrès de l’art magique en organisant ou en patronnant des manifestations publiques de qualité destinées à faire connaître et apprécier les spectacles de prestidigitation ;
- de participer à la formation des artistes prestidigitateurs et à leur perfectionnement par des cours, rencontres, conférences, expositions, congrès, publications. En particulier, la Fédération a pour mission de susciter et de développer la dimension artistique de l’art magique et a vocation à former les jeunes;
- de concourir au prestige de l’art magique en France et à l’étranger en veillant à ce qu’aucune confusion ne puisse être faite entre la prestidigitation et les pratiques occultes ou paranormales ;
- de protéger la magie et les magiciens contre les divulgations publiques abusives ;
- d’encourager la protection des créateurs de numéros et les inventeurs de procédés nouveaux contre le non-respect des droits de la propriété artistique ;
- de communiquer toute information ayant trait à l’environnement économique, juridique ou social liée à la pratique de l’art magique ;
- d’encourager toute utilisation de l’art magique dans un but philanthropique et culturel ;
- de représenter la France dans les rassemblements ou congrès internationaux et de favoriser les relations et les échanges avec les magiciens du monde entier et notamment européens.

## Clubs et associations affiliées
- Amiens : Les Magiciens d’Abord
- Angers : Amicale Robert-Houdin d’Angers
- Angoulême : Cercle magique charentais
- Avignon : Cercle magique d’Avignon
- Besançon : Cercle magique comtois
- Blois : Cercle des magiciens blésois)
- Blois : Centre d’étude scientifiques artistiques Robert-Houdin
- Bordeaux : Cercle magique aquitain
- Bourges : Cercle magique de Bourges
- Bretagne : Cercle magie Bretagne
- Calais : Les Amis de la magie de Calais
- Châteauroux : Cercle magique Le Secret
- Clermont-Ferrand : Association des magiciens du centre
- Dijon : Cercle Robert-Houdin des magiciens de Bourgogne
- Flandre : Magie en Flandre
- Grenoble : Amicale Robert-Houdin de Grenoble - Club le Gimmick
- Haute-Savoie : Club des magiciens de la Haute-Savoie
- Le Puy : Amicale des magiciens du Velay
- Lille : Nord Magic Club (NMC)
- Lille / Neuville-en-Ferrain : Club de magie l’Éventail
- Limoges : Cercle Robert-Houdin du Limousin
- Lorraine : Cercle magique Robert-Houdin et Jules Dhotel de Lorraine
- Lorient : Amicale des magiciens du bout du monde
- Lyon : Amicale Robert-Houdin de Lyon
- Marseille : Cercle des magiciens de Provence
- Montpellier : Club Robert-Houdin Languedoc Roussillon
- Nevers : Cercle magique nivernais
- Nice : Magica
- Nîmes : Les Magiciens du Languedoc
- Normandie : Cercle magique Robert-Houdin de Normandie
- Ordre européen des mentalistes (affiliation accepté lors de l'assemblée générale 2009)
- Paris : Cercle magique de Paris
- Perpignan : Cénacle magique du Roussillon
- Picardie : Les Magiciens de Picardie
- Poitiers : Collège des artistes magiciens du Poitou
- Reims : Champagne Magic Club
- Romans-sur-Isère : Cercle des magiciens Drôme-Ardèche
- Saint-Dizier : Trimu Club St Dizier
- Saint-Étienne : Amicale des magiciens de la Loire
- Seine-et-Marne : Cercle Magique de Seine et Marne
- Strasbourg : Cercle Robert-Houdin et Jules Dhotel d’Alsace
- Toulouse : Toulouse Magic Club Amicale Llorens
- Tours : Groupe régional des magiciens de Touraine
- Troyes : Académie magique de Troyes - Cercle magique troyen
- Var : Cercle des magiciens du Var[3]

## Présidents
ASAP, SIAP, AFAP (1903-2004)
- 1903 - 1928 : Agosta-Meynier
- 1928 - 1941 : Henri Lucien Maurier
- 1941 - 1963 : Jules Dhotel
- 1963 - 1968 : Pierre Tessier
- 1968 - 1973 : Fernand Coucke
- 1973 - 1976 : Pierre Edernac
- 1976 - 1980 : Horace
- 1980 - 1988 : Maurice Pierre[4]
- 1988 - 1992 : Zum Pocco[3]
- 1992 - 2004 : Guy Lamelot

FFAP (2004-2025)
- 2004 - 2007 : Guy Lamelot
- 2007 - 2012 : Peter Din
- 2012 - 2025 : Serge Odin

FFM (2025-...)
- 2025 - ... : Frédéric Denis

## Administrateurs
- Serge Odin: président de l'assemblée générale des 14 et 15 avril 2012 à Paris
- Christian Charpenet: secrétaire général